# 杞柳
杞柳（学名：Salix integra）是杨柳科柳属的植物。

## 形态
落叶丛生灌木；黄绿色或带紫色树枝；单叶通常对生或近对生，倒披针形有细锯齿；早春先叶开花，雌雄异株，柔荑花序接近无柄，常弯曲；小蒴果无柄有毛。

## 分布
分布于日本、俄罗斯、朝鲜以及中国大陆的安徽吉林、河北、黑龙江、辽宁等地，生长于海拔80米至2,100米的地区，多生于山地河边或湿草地，2001年中国安徽省阜阳市阜南县被中国林业局命名为“中国杞柳之乡”。